# Jéróme Rakotomalala
Jéróme Rakotomalala (ur. 15 lipca 1913 w Sainte Marie w diecezji Tananarive, zm. 1 listopada 1975 w Tananarive) – madagaskarski duchowny katolicki, kardynał, arcybiskup Tananarive.

## Życiorys
Po ukończeniu seminarium duchownego w Ambotaraka na Madagaskarze, przyjął święcenia kapłańskie 31 lipca 1943 roku. Podjął pracę duszpasterską w archidiecezji Tananarive, był wykładowcą w regionalnym seminarium w Ambotaraka. W latach 1946–1960 był wikariuszem generalnym archidiecezji Tananarive. 1 kwietnia 1960 roku Jan XXIII mianował go arcybiskupem Tananarive i konsekrował go 8 maja 1960 roku w bazylice watykańskiej. Uczestnik soboru watykańskiego II. Na konsystorzu 28 kwietnia 1969 roku Paweł VI wyniósł go do godności kardynalskiej z tytułem prezbitera Santa Maria Consolatrice al Tiburtino. Był pierwszym kardynałem pochodzącym z Madagaskaru. Zmarł w Tananarive i pochowano go w miejscowej archikatedrze. 